# 川上晃二
川上 晃二（かわかみ こうじ、1992年1月13日 - ）は、日本の男性声優。Ally Studio業務提携。岡山県出身。
2012年より声優として活動。また、「害」名義で音楽サークル「Prototype」の主催を務めた。

## 経歴
小さい時からアニメ好きであり、小学生の時に学芸会でしていた演劇での演技を褒められ、声優を目指した。
岡山県立井原高等学校普通科、青二塾東京校II部13期卒業。
2012年から青二プロダクション（ジュニア）に所属していた。2015年12月に青二プロダクションを退所し、フリー期間を経て2016年4月よりWITH LINEに所属。契約満了のため、2019年4月より再びフリーで活動。同年11月よりユンカース・エージェンシーと業務提携。2020年11月よりAlly Studioと業務提携。

## 人物
趣味は平成仮面ライダートーク、テーブルトークRPG、歌唱。特技は口笛。
姉と兄がいる。

## 出演

### テレビアニメ
2013年
- 探検ドリランド -1000年の真宝-（門番）

2014年
- アオハライド（男子生徒）
- くつだる。（2014年 - 2015年、ミツケ隊A、小銭落とし、おもいだし様、ベーコン岩、シャンプー少年、ラスイチ）
- モモキュンソード（鬼ウ、武者C）
- ワールドトリガー（2014年 - 2015年、男子、隊員）
- オレカバトル（獄卒メズ）
- ONE PIECE（2014年 - 2015年、部下、選手、兵士 他）

2015年
- アクエリオンロゴス（鈴木、消防隊A、社員）
- 英国一家、日本を食べる（料理長）
- 俺物語!!（警察官）
- 血界戦線（シチューのおっさん）
- スタミュ（生徒）
- ちびまる子ちゃん（悪党、おじさん4）
- デュラララ!!×2 転（ヘブンスレイブ）
- 電波教師（男子生徒B、サッカー部員C、生徒B、記者A、教師）
- ドラゴンボール超（赤竜）
- 落第騎士の英雄譚（桃谷、男子、仲間）
- ONE PIECE エピソードオブサボ 〜3兄弟の絆 奇跡の再会と受け継がれる意志〜

2016年
- ナンバカ（アナウンス、囚人）
- ルパン三世 PART IV（アナウンサーA）

2017年
- プリンセス・プリンシパル（酒場の客）
- カイトアンサ（バスター高岩、QバスターズF） - バスターファーマー名義

2018年
- はねバド!（審判、後輩、コーチ）
- グラゼニ（辻本）

2019年
- 盾の勇者の成り上がり（エイクの仲間、志願兵）
- 文豪ストレイドッグス（兵士、GSS E）

2022年
- 錆色のアーマ-黎明-（隊長、近衛兵、コンキスタドール兵、野盗たち 他）
- ドールズフロントライン（グリフィンスタッフ）
- 阿波連さんははかれない（男子生徒）
- ブッチギレ!（浪人、長州藩士、町人、長州兵）

2023年
- The Legend of Heroes 閃の軌跡 Northern War（ベテラン兵B、一般兵B、みっしぃ2、ライオ、車掌 他）
- 好きな子がめがねを忘れた（体育の先生、男子生徒、国語の先生、男子生徒B、教師）
- デキる猫は今日も憂鬱（街の人々、男性B、男性A、TVナレーション）

2024年
- 明治撃剣-1874-（Macaulay）
- 0歳児スタートダッシュ物語（2024年 - 2025年、ガイ・キャロル、王宮執事、王宮騎士2） - 2シリーズ
- 妖怪学校の先生はじめました!（2024年 - 2025年、隊長、鹿島遼太）
- BLEACH 千年血戦篇-相剋譚-（市民）

2025年
- ユア・フォルマ（信奉者）

### 劇場アニメ
- さよならの朝に約束の花をかざろう（2018年、大臣）
- 劇場版 七つの大罪 天空の囚われ人（2018年、天翼人）
- 劇場版 七つの大罪 光に呪われし者たち（2021年）
- 100日間生きたワニ（2021年、モグラのセンパイ）

### OVA
- 幽☆遊☆白書（2018年、男C、テロリストA）

### Webアニメ
- 美少女戦士セーラームーンCrystal（2014年、兵士）
- ラプソディ（2023年、男性客A、男性生徒、男友達）

### ゲーム
2012年
- 仮面ライダー 超クライマックスヒーローズ
- モンスター烈伝 オレカバトル（獄卒メズ）

2013年
- ドラゴンコレクション シシトウ団の野望（フォレストウォリアー）
- 信長の野望・創造（小早川隆景）
- マブラヴ オルタネイティヴ トータル・イクリプス（ドミトリ・カヴェーリン中尉）

2014年
- 蒼き雷霆 ガンヴォルト（デイトナ）
- 仮面ライダー サモンライド!
- 仮面ライダー バトライド・ウォーII
- 金色のコルダ3 AnotherSky feat.神南（神楽木一輝）
- スーパーヒーロージェネレーション（ゴーストリバース、ガーゴイル）

2015年
- ケイオスドラゴン 混沌戦争

2016年
- ADVINITY（ラング）
- 仮面ライダー バトライド・ウォー創生
- 教師たちの秘密の放課後（保川健三）
- 激突!クラッシュファイト（スバル、ヴィシュヌ）
- 剣が君 百夜綴り（鷺原家当主、老中 他）
- 追憶の青（ヨハン、ライア、シュヴァイツァー、アンドレイ）
- ペルソナ5
- 輝星のリベリオン（キャプテン・フック、ブルーノ）

2017年
- 一血卍傑-ONLINE-（タムラマロ）
- クイズRPG 魔法使いと黒猫のウィズ（ルートヴィッヒ ・ロメオ）
- SKYOVER
- スーパーロボット大戦V
- 塔亰Clanpool（ムーラング）
- ファイトリーグ（鬼殺し十四代目 久保多獺斎、ジューク・ダンシング）
- A3!（皇壱星〈天馬の父〉、槙田一朗、那智、クルーザーのウェイター 他）

2019年
- ペルソナ5 ザ・ロイヤル
- Lost Archive -ロストアーカイブ-（秘術の継承者）

2020年
- ピオフィオーレの晩鐘 -Episodio1926-（ジャック・エイヴァリー）

2021年
- 魔界戦記ディスガイア6（ケルベロス）

2022年
- Dusk Diver 2 崑崙靈動（ショエル）
- 蒼き雷霆 ガンヴォルト 鎖環（デイトナ）

2024年
- Death end re;Quest Code Z（杉浦）
- カルドアンシェル（デイトナ）

2025年
- 天月麻雀（フィル）
- ORE'N（獄卒メズ）

### ドラマCD
- 蒼き雷霆ガンヴォルト 義心憤怒 / III（デイトナ[44]）

### ラジオドラマ
- 義風堂々 直江兼続 -前田慶次月語り-（家老 他）
- 染めQ ビジネス劇場（男）

### オーディオブック
- 星へ行く船シリーズ1 星へ行く船（2017年、黒木浩介）
- 椿山課長の七日間（2017年、市川）
- 教場（2018年、都築耀太）
- 三姉妹探偵団（2018年、佐々本）

### デジタルコミック
- オメガの婿取り（2022年、他組ヤクザ1、冴木組若頭補佐、組員[45]）
- 恋の致死量（2022年、本條、映画内の男優、男性[46]）
- どうしようもない、ぼくの初恋。（2022年、男性教師、初老の教師、ラインスタンプ、ナレーション）[47]
- となりのワカゾー（2023年、管理人、引っ越し屋B、美容院オーナー（男））[48]
- 無敵のベイビーブルー（2023年、バンドメンバー1、松本、クラスメイト2、体育館の男子生徒2）[49]
- オメガのおれの嘘つきくすり指（2023年、筒井、式場スタッフ1、医者、学生2）[50]
- 無欲なボクの不貞行為（2023年、チンピラ1、スタッフ男性1、横山）[51]
- ひとつしかないもの（2023年、男子大生2、行きずりの男、アキラ、楓月のサークル友達2）[52]
- Prince of Caster（2024年、王塚北斗）[53]
- その好きほんと。（2024年、吉行蓮、三谷）[54]

### 吹き替え

#### 映画
- 007 スペクター（2015年、議長）

#### ドラマ
- 王は愛する（2018年、ワン・ジョン〈ユン・ジョンフン〉）

#### アニメ
- マロナの幻想的な物語り（2020年、医者[55]）
- キャッチ!ティニピン（2022年、デイン先生[56]）

### ボイスオーバー
- ZIP!
- スッキリ!!
- さんまのスーパーからくりTV
- コロンブスの台所

### イベント
- INTI CREATES FAN FESTA 2015 INTI CREATES FAN MEETING[57][58]

## ディスコグラフィ

### 同人シングル・アルバム
害名義。
- DREAM ∞ START!!（2011年12月31日）
- ↑人生ゲーム↓（2012年4月28日）
- AGAINST（2012年8月11日）
- INFINITE BIRTH（2013年8月12日）

### 参加作品
害名義。
- EXIT TUNES PRESENTS 10代うたってみたライブ！BEST（2011年5月18日）
  - 「ポーカーフェイス」

### キャラクターソング
| 発売日   | 商品名                                   | 歌                                         | 楽曲                | 備考                               |
| 2017年   | 2017年                                   | 2017年                                     | 2017年              | 2017年                             |
| -------- | ---------------------------------------- | ------------------------------------------ | ------------------- | ---------------------------------- |
| 11月15日 | QUIZUN THE WORLD VOL.3 Qバスターヘッド編 | Qバスターヘッド（下野紘） with Qバスターズ | 「D-Judgement」     | テレビアニメ『カイトアンサ』関連曲 |
| 11月15日 | QUIZUN THE WORLD VOL.3 Qバスターヘッド編 | Qバスターズ                                | 「GO!!Qバスターズ」 | テレビアニメ『カイトアンサ』関連曲 |

### その他参加作品
| 発売日        | 商品名 | 歌                                                       | 楽曲             | 備考                                               |
| ------------- | ------ | -------------------------------------------------------- | ---------------- | -------------------------------------------------- |
| 2015年11月4日 | -      | Vessel Diamond（須山和耶、川上晃二、光富崇雄、大坪康亮） | 「ソラノヒカリ」 | comico『スーパースターは眠れない。』stage. 3挿入歌 |